# Computador lliscant

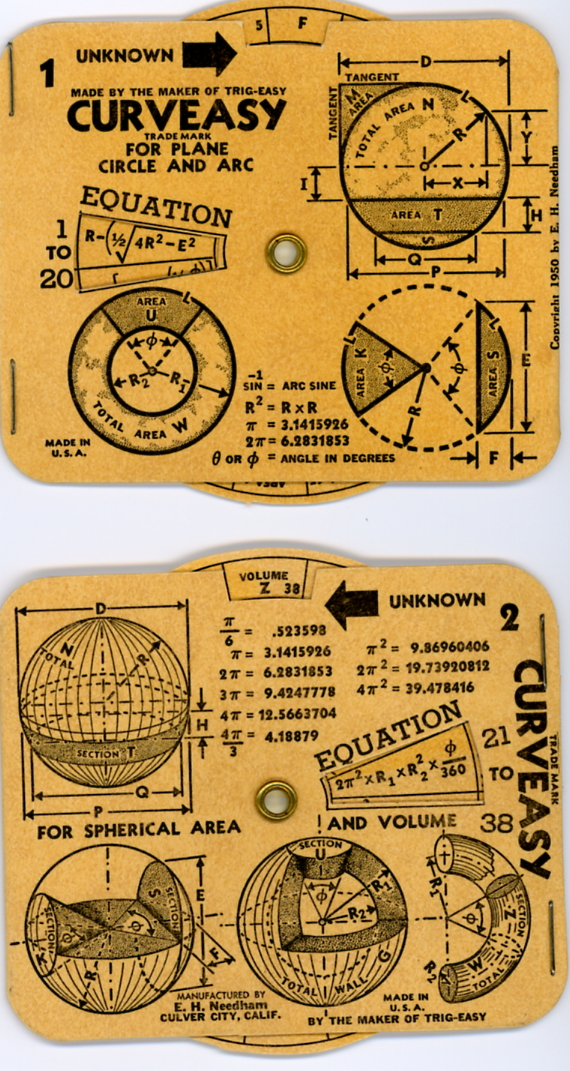

Un computador lliscant o també taula lliscant és un dispositiu de mà, generalment de paper, cartró o plàstic, per realitzar càlculs senzills o buscar informació.
Un computador lliscant circular es denomina de vegades computador circular o Volvelle.
A diferència d'altres dispositius de mà com ara calculadores mecàniques regles de càlcul i Addiators, que han estat substituïts per les calculadores electròniques i programes informàtics, els computadors lliscantshan sobreviscut fins als nostres dies. Hi ha un nombre de companyies que dissenyen i fabriquen aquests dispositius.
D'altra banda i a diferència de les calculadores mecàniques de propòsit general, els computadors lliscants se sol dedicar a la realització d'un càlcul especialitzat, o a mostrar la informació d'un sol producte o un procés en particular. Per exemple, el computador lliscant "CurveEasy" mostra la informació relacionada amb els càlculs de geometria esfèrica i la computador lliscant Prestolog s'utilitza per càlculs de cost/benefici. Un altre exemple d'un computador lliscant és el Planisferi celeste, que mostra la ubicació de les estrelles al cel donats un lloc, la data i l'hora.
Els computadors lliscants s'associen sovint amb esports en particular, campanyes polítiques o empreses comercials. Per exemple, una companyia farmacèutica pot crear gràfics de rodes impreses amb el seu nom de l'empresa i informació de productes per a la seva distribució als metges.
És força comú fer col·leccions de computadors lliscants.